# سروش امیری‌نیا
سروش امیری‌نیا (زاده ۹ مهر ۱۳۷۵ در آبادان) بازیکن تنیس روی میز و ملی‌پوش اهل ایران است. وی فعالیت حرفه‌ای خود را از سال ۱۳۸۲ شروع کرده‌است و موفقیت‌های زیادی داشته‌است. او در سال ۱۳۸۷ با ورود به تیم ملی نونهالان به عرصه ملی راه پیدا کرد و در تمام رده‌های تیم ملی تنیس روی میز ایران حضور داشته ‌است. او هم‌اکنون عضو باشگاه پالایش نفت آبادان در لیگ برتر تنیس روی میز ایران و تیم ایبول در لیگ برتر کشور لوکزامبورگ  است.

## سوابق و افتخارات
- مقام اول در مسابقات خردسالان استان خوزستان سال ۱۳۸۳
- مقام سوم مسابقات خردسالان کشور سال ۱۳۸۴
- اخذ مقام اول کشور به دفعات در رده سنی نوجوانان[۶]
- مدال برنز تیمی در مسابقات پینگ پنگ بین المللی بحرین سال ۲۰۰۹[۹]
- مقام اول مسابقات آسیای میانه در سال‌های ۲۰۰۹، ۲۰۱۰ و ۲۰۱۱
- مقام اول جام بین‌المللی فجر در سال‌های ۸۸، ۸۹ و ۹۰[۱۰]
- قهرمان مسابقات انفرادی اربیل عراق در سال ۲۰۱۰[۱۱] شرکت در مسابقات آسیایی و جهانی سال‌های ۲۰۰۹، ۲۰۱۰ و ۲۰۱۱[۶]
- قهرمان تنیس روی میز آزاد و رده‌بندی جوانان کشور در سال ۱۳۹۲[۱۲]
- مقام اول جام بین‌المللی فجر در سال‌های ۱۳۹۱، ۱۳۹۲ و ۱۳۹۳
- مقام سوم رقابت های اوپن جهانی هند ۲۰۱۳ در بمبئی
- مقام اول آسیای میانه در سال‌های ۲۰۱۲، ۲۰۱۳ و ۲۰۱۴
- مقام سوم رقابت های اوپن جهانی هند ۲۰۱۴ در گوا
- و مقام اول آموزشگاه های کشور ۱۳۹۲ و ۱۳۹۳
- حضور در مسابقات آسیایی و جهانی سال‌های ۲۰۱۲، ۲۰۱۳ و ۲۰۱۴[۱۳]
- مقام سوم مسابقات انتخابی المپیک جوانان منطقه آسیا در سال ۲۰۱۴
- عضو ۸ بازیکن برتر آسیا در المپیک آسیایی نانجینگ چین در سال ۲۰۱۴[۱۴][۱۵]
- عضو طرح اسپانسرینگ فدراسیون جهانی برای نوابغ جهان  در سال ۲۰۱۴[۱۶]
- مقام قهرمانی رده سنی امید و سوم بزرگسالان ایران در سال ۲۰۱۴
- اعزام به عنوان یکی از اعضای تیم ملی بزرگسالان کشور به مسابقات پروتور جهانی لهستان و آلمان ۲۰۱۴[۱۷][۱۸]
- مقام‌های قهرمانی لیگ رده‌های مختلف سنی در کشور ایران و مقام های سوم، دوم و قهرمانی با تیم‌های نفت آبادان، پتروشیمی بندر امام و رعد پدافند هوایی در بزرگسالان کشور[۱۹]
- مقام اول دانشجویان دانشگاه آزاد کشور در سال‌های ۱۳۹۶ و ۱۳۹۷[۲۰]
- تجلیل‌شده به عنوان پرمدال‌ترین ورزشکار شهر آبادان برای کسب بیش از ۲۰۰ مقام بین المللی و کشوری در کارنامۀ ورزشی خود[۲۱]
- نخستین لژیونر ایرانی شاغل در اروپا به دنبال عضویت در تیم‌های فراکفورت و اشتوتگارت بوندسلیگای آلمان از سال ۱۳۹۴ تا سال ۱۳۹۷[۲۲]
- مقام سوم جام حذفی آلمان (پوکال کاپ)  در سال ۲۰۱۶[۲۳]
- عضویت سوپر لیگ کشور کرواسی در سال ۱۳۹۷
- قهرمانی در دو دوره سوپر لیگ کرواسی با تیم اِستِکا اِستار در فصل ۲۰۱۸/۲۰۱۹ و ۲۰۱۹/۲۰۲۰ * قهرمانی در سوپر کاپ کرواسی ۲۰۱۹[۲۴]
- مقام سوم سوپر لیگ اروپا ۲۰۱۹
- حضور در چمپیونز لیگ اروپا در سال ۲۰۲۱[۲۵][۲۶]
- شرکت در مسابقات مرحله فینال قهرمانی جهان در چین سال در ۲۰۲۲ به همراه تیم ملی ایران [۲۷] و سپس به تیم اش ایبل در لیگ برتر کشور لوکزامبورگ و لیگ اروپا پیوست.[۲۸]
- کسب عنوان قهرمانی لیگ برتر ایران در سال ۱۴۰۱ با تیم پالایش نفت آبادان و کسب سهمیه مسابقات باشگاه‌های آسیا[۲۹][۳۰]